# シッキム王国

シッキム王国
འབྲས་ལྗོངས།

イギリス保護下 （1861年 - 1947年）
およびインド保護下 （1947年 - 1975年）における領土

シッキム王国（シッキムおうこく、シッキム語・チベット語: འབྲས་ལྗོངས།, ラテン文字転写: Drenjong; 英語: Kingdom of Sikkim; 中国語: 錫金王国）は、インド、シッキム地方（現シッキム州）に存在した王朝（1642年 - 1975年）。ナムゲル朝（Namgyal dynasty）とも呼ばれる。チベット仏教（ニンマ派）を信奉していた。

## 歴史

### 建国

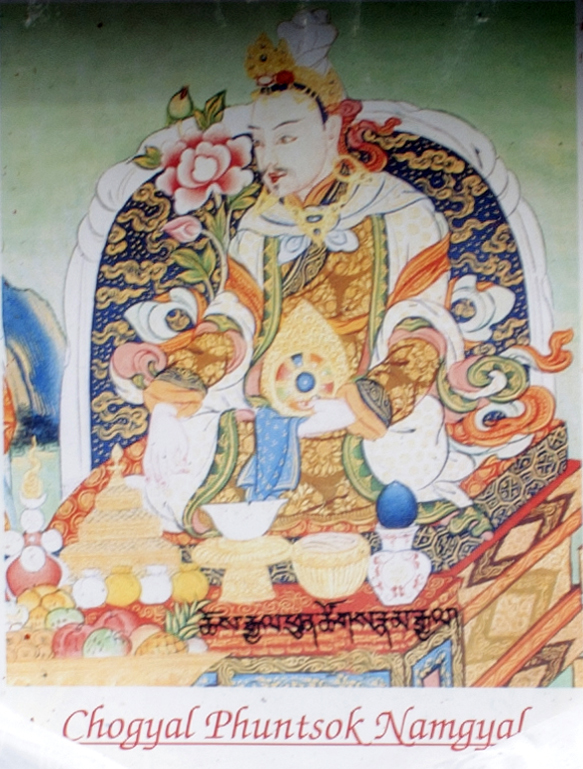
シッキムの初代チョゲル、プンツォ・ナムゲル

シッキムにはもともとレプチャ人が居住していた。しかし、1642年にチベットがチベット仏教ゲルク派が主導する政権であるガンデンポタン（ダライ・ラマ政権）により統一されると、ゲルク派に対立していたチベット仏教ニンマ派の高僧と同派を奉ずるチベット人の一部（のちのブティヤ人）がシッキムの地に亡命し、プンツォ・ナムゲルを擁立して、ヨクサムを首都にシッキム王国（ナムゲル朝）を建国した。だが、チベット人の亡命政権だったことから、チベットはシッキムを属国とし、チベットを属国としていた清朝もシッキムを自らの属国と看做すという複雑な状況となっていた。
王に即位したプンツォは中央集権の行政機構確立に努め、中央（首都ヨクサム）には12人の大臣で構成される評議会を設置し、地方には12の県（ゾン）を置いて国内の名家出身者を県知事（ゾンポン）に任命した。初期のシッキム王国は現インドのシッキム州よりはるかに広大であった。その権威は、北はタンラ山脈を超え、東はタゴン峠（ブータンのパロ近く）、南はティタリヤ（ベンガルとビハールの境界近く）、西はネパールのティマル川岸まで及んだ。

### ブータンの侵攻
1670年、プンツォ王は崩御（死亡）し、テンスン・ナムゲルが王位を継承した。テンスンは即位後、首都をヨクサムからラブデンツェに遷した。テンスンは議会と地方長官（ゾンペン）との間に対立が生じたのを見て、議会の定員を12人から8人に減らし、先住民のレプチャ族からも議員を出す妥協策を取った。
1706年、チャドル・ナムゲルの治世に、ブータン王がカリンポン一帯を奪い取った。父王テンスンのブータン人の妃から生まれた王女が王位継承権を主張したため、ブータンが介入の理由を得たからであった。
チャドルはブータンの攻勢に耐え切れず、チベットに亡命した。だが、庇護者ダライ・ラマ6世が死亡したため、ブータンに屈服し、ブータン軍は撤退した。この間、ブータン人が多数入植したカリンポン地方はシッキム領土に戻ることはなかった。
1717年、チャドル王は崩御し、息子のギュルメ・ナムゲルが王位を継承した。その治世もまた、ブータン軍がしばしば侵攻したため、ラブデンツェの城塞化を図った。その際、ツォン族に強制労働を課し、彼らは同族のリンブー族の領域に逃げた。
1733年、ギュルメ王は嫡子無く崩御したが、ギュルメの尼僧が妊娠しており、死後に生まれた息子のプンツォ・ナムゲル2世が王位を継承した。

### ネパールとの戦い
1769年、ゴルカ王国の君主プリトビ・ナラヤン・シャハがネパール王国を建国すると、東方に向けて進出した。その際、ギュルメ王の強制徴用に反発していたリンブー族はネパール軍に協力し、勢いづいたネパール軍はシンガリラ山脈の西の領土と、タライ地方ではティスタ川までも占領した。
1780年、プンツォ王は崩御し、息子のテンジン・ナムゲルが王位を継承した。その治世もまたネパールとの戦いがあり、両軍の小競り合いが継続されていた。テンジン王は反撃を仕掛け、一時はシッキム軍がネパールの領土に進撃した。だが、これがネパール軍の総攻撃を招き、その軍勢は1788年から1789年にかけてチヤ峠を越えて、首都ラブデンツェを急襲した。
テンジン王は何とか王子らとともに首都を脱出することに成功し、カビを経てチベットへ亡命、ダライ・ラマ8世の庇護を受けた。この侵攻により、シッキムのティスタ川西岸の領土はネパールに征服されてしまった。
1793年、テンジン王は亡命先のラサで崩御した。息子のツグプ・ナムゲルが王位を継承し、シッキムへと帰国した。ツグプ王はシッキムに帰還すると、首都をラブデンツェからトゥムロンに遷都した。

### イギリスの保護国化、領土の割譲
イギリス領インド帝国時代になると、ネパールがイギリスとシッキムにとって共通の敵とみなされた。イギリス東インド会社がネパールに侵攻したグルカ戦争（1814年 - 1816年）でスガウリ条約が結ばれ、ネパールはメチ川とティスタ川の間の地域を放棄した。その後、翌1815年にシッキムはイギリスとティタリヤ条約を締結し、ダージリンなどを含むティスタ川西岸全域がシッキムに譲渡されたが、同時にシッキムはイギリスの保護国となった。
その一方で、イギリスはチベットとの交易も模索し始め、シルクロードのあるシッキムはその中継点として理想的といえた。それは南下しつつあるロシア帝国がチベットとの関係を深めようとすることを牽制する意味があった。
1840年に隣国の清がアヘン戦争になると、緩衝地帯の西に位置するラダックに当時あったシク王国とチベットの間で清・シク戦争（1841年 - 1842年）が行われた。しかしその直後、イギリスとの間で第一次シク戦争（1845年 - 1846年）及び第二次シク戦争（1848年 - 1849年）が行われ、シク王国は滅亡し、ジャンムー・カシュミール藩王国が誕生した。
イギリスはシッキムに譲渡したダージリンの割譲を申し入れ、年額3000ルピーの補償金を払うことで合意し、1841年にその第一回の支払いが行われた。だが、宗主たるチベットはイギリスの帝国主義を警戒しており、ダージリンの割譲はチベットを激怒させる結果となった。チベットはイギリスと隣接する領域が西部だけでなく東部にもできることに脅威を感じていた。そのため、ツグプ王もしだいに反英的になった。
1849年、ツグプは首都トゥムロンに訪れたダージリン長官キャンベル博士、フッカー博士のイギリス人2名を逮捕、監禁した。イギリスは直ちに出兵し、ツグプは降伏を余儀なくされたが、その報復を受けた。王国はダージリン割譲の補償金を打ち切られたばかりか、タライ地方の大ランジット川とランマン川以南のシッキム領を没収され、現在のシッキム州の領域になった。
1860年、ダージリン居住民がシッキム人に拉致されると、イギリスはこの機会に本格的に出兵した。翌1861年にツグプ王は退位させられ、息子のシケオン・ナムゲルが王位を継承した。同年にシケオン王はイギリスとティタリヤ条約の締結を余儀なくさせられ、その国権をイギリスに委譲した。そのため、父の代に結ばれたティタリヤ条約で保護国となっていたシッキムは、さらにその従属性を強めた。また、同年には清朝との間でシッキムをイギリスの保護国とすることが定められた。
1866年、フランスによる雲南省経由通商路の調査がきっかけとなって、雲南問題で知られるイギリス、フランス、中国間の紛争が始まると、イギリスの主な関心はより豊かな雲南方面へと移っていき、シッキムに求められる役割はインド総督府の避暑地となった。

### イギリスとの関係悪化、ネパール人の大量流入

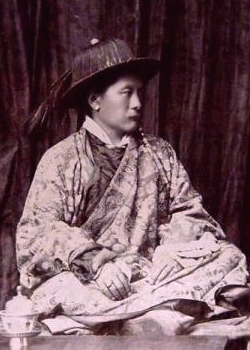
トゥトブ・ナムゲル

1874年4月、シケオン王は崩御し、弟のトゥトブ・ナムゲルが王位を継承した。トゥトブ王の代になると、イギリスとの関係悪化が再燃した。
父の代に結ばれた1861年のティタリヤ条約の締結により、シッキム王国は国権を奪われていたが、宗主国チベットはイギリスの帝国主義を嫌っていた。チベットはこの条約を無視し、1887年にジェレプ・ラ峠を越えてシッキム領内で要塞を建設し、兵を送り込んだ。
イギリスはトゥトブ王にチベットの要塞建設について抗議を行ったが、トゥトブ王はチベット・清朝の力を背景にこれを拒否した。イギリスは要塞のチベット軍を撃退したのち、チュンビ峡谷を占拠した。これが1888年のシッキム遠征であり、イギリスのチベット遠征の前哨戦となった。
清朝は事態を重く見て、イギリスとの会談を重ねた結果、1890年に両国の間にチベット及びシッキムに関するイギリス・清国協定が締結された。この協定でチベットとシッキムの国境が定められ（この国境は現在に至るまで変わらない）、イギリスはシッキムの内政、外政を握り、その保護国であることも確認された。
イギリスは行政官クロード・ホワイトをシッキム担当として派遣し、ガントクに駐在して行政を担当した。彼はシッキムの経済基盤たる農業を開発させるため、ネパールから大量の移民を移住させて、農地を開拓させた。その結果、ネパール人が急増、シッキムの人口の大多数を占めるようになり、ひいてはこれが王国滅亡の要因の一つとなった。
一方、トゥトブ王はカリンポンに移され、王権を剥奪されていた。彼はチベットへ亡命を図ったが、イギリスに逮捕、監禁された。その際、首都はトゥムロンから行政官が駐在するガントクに移された。
チベットはイギリス・清国協定の当事者でありながら無視されたため、北シッキムのギャオガンに軍事基地を建設した。イギリスはチベットとの対決を決意し、1902年に出兵して撃退すると、翌年にはチベット遠征が行われ、ラサを占領した。その後、ネパールの首相チャンドラ・シャムシェル・ジャンガ・バハドゥル・ラナの仲介で、シッキム経由の交易中心地が2ヶ所開かれ、イギリスのチベットとの交易の目的は果たされた。

### 王国の近代化

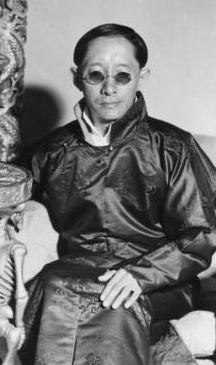
タシ・ナムゲル（1938年）

1914年2月11日、トゥトブ王はイギリスの監視下のもとガントクで崩御、息子のシケオン・トゥルク・ナムゲルが王位を継承した。シケオン・トゥルク王はオックスフォード大学に留学していたこともあり、封建的制度の廃止を決意していたが、同年に崩御し、弟のタシ・ナムゲルが王位を継承した。
タシ王は様々な分野でシッキムの近代化を推進した。まず、1916年にはそれまでカジス（地主や行政長官を担う階層）が手中にしていた司法権をはく奪、独立した裁判所を設立した。また、強制労働の慣習を廃止し、土地改革・税制改革を敢行した。これらの改革は、シッキムにめざましい経済的・社会的発展をもたらすことになる。
1947年、インド連邦が独立すると、シッキムにおけるイギリスの地位はインドが継承することとなった。1950年にはシッキムはインド・シッキム条約を結び、外交と防衛、通信をインドに委ねる保護国になった。また同条約に基づき、シッキム王国は民主化を進めることが規定され、参事院（State Council、立法府に相当）と行政参事会（Executive Council、内閣に相当）の設立が決定した。
しかし、王国を支持するブティヤ・レプチャ・チベット系の人口が25%に対し、労働力として流入していたネパール系が75%を占める人口比率では、民主化が実現した場合はネパール系が主導権を掌握することが王国内で危惧されたことから、シッキム王国政府は参事院議席のコミュナル別割当を実施した。すなわち全17議席のうち6議席を「ブティヤ・レプチャ系」に、6議席を「ネパール系」に分配してこれを選挙議席とし、残る5議席を国王による親任と定めた。ネパール系住民を主体とする政党は不平等な選挙制度に不満を抱いたが、タシ王は親インド姿勢をとっていたため、インドも彼の治世においてはコミュナル選挙制度を支持していた。

### インドとの対立、滅亡

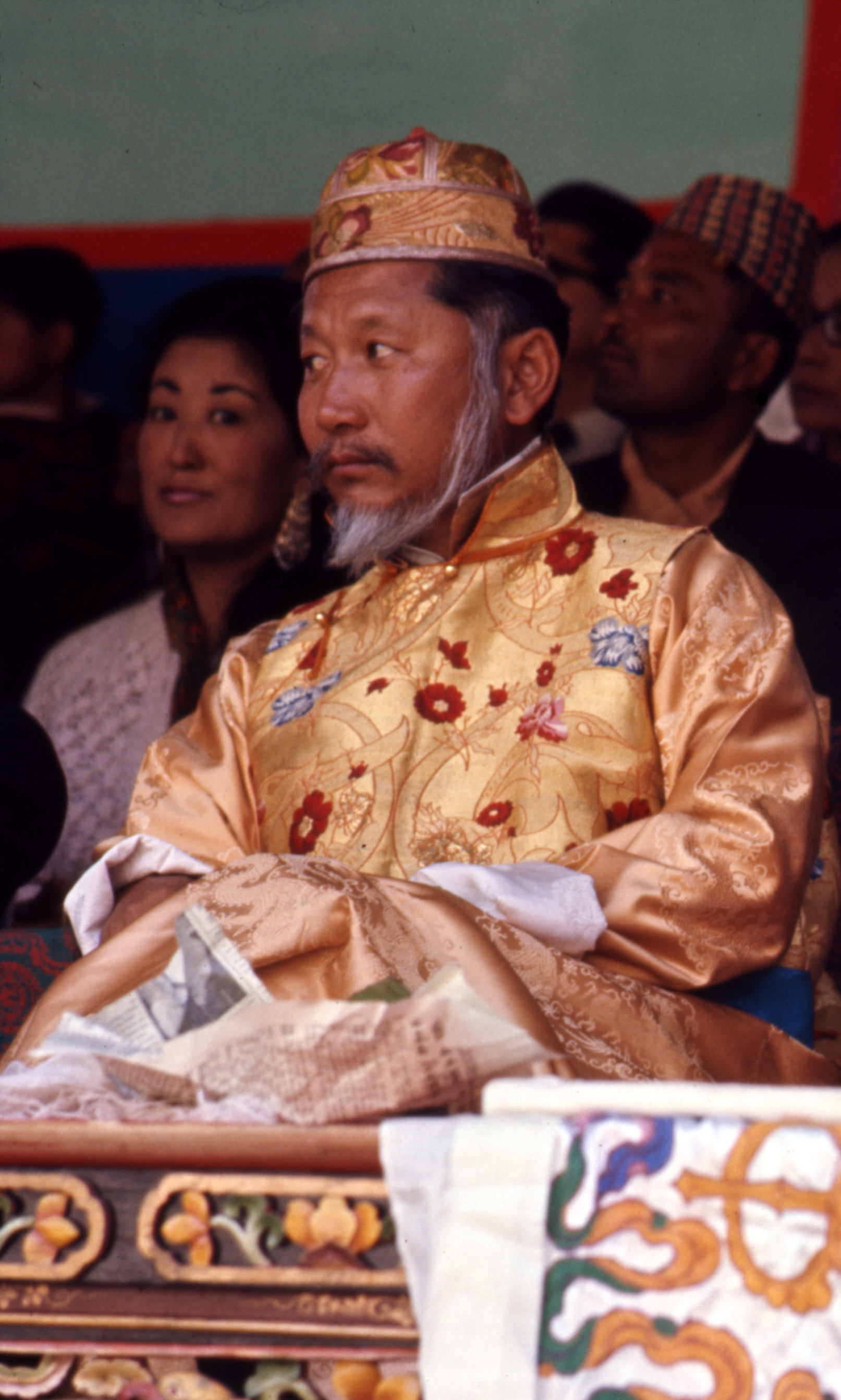
パルデン・トンドゥプ・ナムゲル（1971年）

1963年、タシ・ナムゲル王が崩御し、息子のパルデン・トンドゥプ・ナムゲルが王位を継承すると、情勢は変化した。パルデン・トンドゥプはインドの保護下に置かれるシッキムの現状に不満を抱き、タシ王の親インド路線を転換して独立追求路線に転じ、公的な場でインド・シッキム条約改正やシッキムの自国軍事力増強を強く主張し、インド政府にもその要求を伝えた。
パルデン・トンドゥプ王は王室を支持するブティヤ・レプチャ系のシッキム国民党（SNP）を支援し、反インド、シッキム独立の政治路線へと転換したため、インドは親インド派でネパール系政党のシッキム国民会議派（SNC、1960年結成）などを支持するようになった。参事院選挙制度は何度か改正されたが、コミュナル選挙制度の原則は変わらなかった。
そしてついには、反印運動の盛り上がりや他党の足並みの乱れを突く形で、1973年参事院選挙でSNPが選挙議席18議席中11議席を占める勝利を収める。しかし、この勝利はもちろんコミュナル選挙制度の恩恵によるものであり、SNCなどのネパール系政党が「不正選挙」と糾弾したことで、デモや武装蜂起が全国規模で発生した。混乱を収拾する力の無かったパルデン・トンドゥプ王はインドの保護を求めて事態を乗り切ったものの、この結果、シッキムはSNCなどの政党と共に、従前以上のインド属国化を強化する「インド・シッキム三者協定」に署名させられたのである。
三者協定に基づき、参事院に代わってシッキム立法議会（選挙議席30）が創設され、1974年に選挙が実施されることになった。すでに三者協定成立直後には、SNCなど親印のネパール系政党が合併してシッキム会議派（SC）を結成している。インド型の単純小選挙区制が新たな制度として導入されたこともあり、人口構成で優位なSCが29議席を占める圧勝を収め、SNPは僅か1議席へと転落した。新たに首相に就任したSC総裁のカジ・レンドゥプ・ドルジは、インドの意を受けて国王の権限を大幅に制限する新憲法を制定した。これが、1974年シッキム統治法である。
1975年4月9日、パルデン・トンドゥプ王の退位を求めるデモ隊に王宮軍が発砲した混乱を収束させるためにインド軍が侵攻、王宮軍は武装解除され、パルデン・トンドゥプ王は幽閉された。翌日に立法議会は王政廃止とインドへの編入を全会一致で議決、14日に行われた国民投票でもインド併合が承認された。
15日には、シッキムをインドの第22番目の州とする憲法改正案がインドの国会に提出され、26日に両院を通過した。同年5月16日、大統領が憲法改正案を認証し、ここにシッキム王国は滅亡、シッキム州としてインドに編入された。

## 国旗

?シッキム王国の国旗（1877年-1914年）
?シッキム王国の国旗（1914年-1962年）
?シッキム王国の国旗（1962年-1967年）
?シッキム王国の国旗（1967年-1975年）

## シッキム王国の基礎情報
1975年時のシッキム王国の基礎情報。
| 人口              | 194,000人                                 | 面積                 | 7,107km2                                           | 首都       | ガントク（12,000人）                                        |
| 民族構成          | ネパール人（75%）、レプチャ人、ブティヤ人 | 言語                 | ネパール語、レプチャ語、ヒンディー語（文盲率 84%） | 宗教       | ヒンドゥー教（60%）、仏教 など                              |
| 国民総生産（GNP） | 1200万ドル                                | 一人当たりの国民所得 | 60ドル                                             | ビザ       | 必要                                                        |
| 当時の君主        | パルデン・トンドゥプ・ナムゲル            | 当時の首相           | I.S.チョプラ                                       | 当時の立法 | 任命制の6人と選挙で選ばれた18人、計24人の国家評議会が担当。 |

## 歴代君主
- プンツォ・ナムゲル（在位：1642年 - 1670年）
- テンスン・ナムゲル（在位：1670年 - 1700年）
- チャドル・ナムゲル（在位：1700年 - 1717年）
- ギュルメ・ナムゲル（在位：1717年 - 1733年）
- プンツォ・ナムゲル2世 （在位：1733年 - 1780年）
- テンジン・ナムゲル（在位：1780年 - 1793年）
- ツグプ・ナムゲル（在位：1793年 - 1861年）
- シケオン・ナムゲル（在位：1861年 - 1874年）
- トゥトブ・ナムゲル（在位：1874年 - 1914年）
- シケオン・トゥルク・ナムゲル（在位：1914年）
- タシ・ナムゲル（在位：1914年 - 1963年）
- パルデン・トンドゥプ・ナムゲル（在位：1963年 - 1975年）